# Foliació

Foliació d'un sólid (3 d.) en plans (2 d.).

En matemàtiques (topologia, geometria diferencial), una foliació és una partició, {\displaystyle F=\{F_{\alpha }\}}, d'una n-varietat, {\displaystyle M^{n}}, en subconjunts disjunts connectats i de la mateixa dimensió {\displaystyle k<n}. Cadascun dels {\displaystyle F_{\alpha }} és anomenat fulla de la foliació. Tot i que la idea procedeix de matemàtics anteriors, el seu estudi va emergir arrel dels treballs dels anys 1940's de Charles Ehresmann i Georges Reeb. Intuïtivament, una foliació d'una varietat de dimensió 3, és una descomposició en fulls de dimensió 2, que es poden apilar com els fulls d'un llibre per obtenir l'original.